# 涅利海市镇
涅利海市镇（俄语：Муниципальное образование «Нельхай»）是俄罗斯联邦伊尔库茨克州阿拉尔区所属的一个市镇。其下辖有4个居民点，行政中心为阿普胡利塔。据2016年统计，该市镇的人口为961人。